# Purnama (Dumai Barat)
Purnama is een bestuurslaag in het regentschap Dumai van de provincie West-Papoea, Indonesië. Purnama telt 12.231 inwoners (volkstelling 2010).